# Draeculacephala bradleyi
Draeculacephala bradleyi är en insektsart som beskrevs av Van Duzee 1915. Draeculacephala bradleyi ingår i släktet Draeculacephala och familjen dvärgstritar. Inga underarter finns listade i Catalogue of Life.